# Dalatias licha
Genre
Espèce
Statut de conservation UICN

 VU  : Vulnérable
Répartition géographique
Le Squale liche (Dalatias licha) est une espèce de requins qui évolue dans l'Atlantique est, de l'Écosse au Cameroun, en Atlantique nord-ouest, dans l'océan Indien ouest et le Pacifique centre et ouest.

## Description
Ce requin a une tête conique déprimée vers l'arrière avec un museau arrondi et conique et des lèvres charnues. Ses deux nageoires dorsales ont approximativement la même taille. Il est couleur uniforme gris foncé ou brun chocolat, avec bord postérieur des nageoires clair. Ses grands yeux sont verts.
Il mesure adulte 1,20 m en moyenne mais les plus grands peuvent mesurer 1,80 m maxi. Ils vivent le plus souvent en banc de même sexe dans des fonds de 35 à 1 800 m. Il est ovovivipare et les portées donnent entre 10 et 20 petits.
Ils ne fréquentent qu'exceptionnellement la Méditerranée.

## Alimentation
Ils consomment des poissons osseux, d'autres requins, des raies, des céphalopodes et des crustacés qu'ils trouvent sur le plateau continental.
Ils sont dits dignathiques : les dents de la mâchoire supérieure sont petites et pointues, contrairement à celles de la mâchoire inférieure larges et coupantes.

## Systématique
Cette espèce est la seule de son genre.
Il a été à l'origine décrit comme Squalus licha par le naturaliste français Pierre Joseph Bonnaterre, dans son Tableau encyclopédique et méthodique des trois régnes de la nature de 1788 ; le spécimen type du cap Breton a été perdu depuis. Cette espèce a ensuite été placée dans son propre genre, Dalatias, qui provenait de la synonymie de 1810 Dalatias sparophagus de Constantine Rafinesque avec S. licha. Cependant, certaines autorités le contestent au motif que D. sparophagus est un nomen dubium, et préfèrent utiliser le prochain nom de genre disponible Scymnorhinus. Le nom du genre Dalatias est dérivé du grec dalos « torche ». L'épithète spécifique licha vient de liche, le nom français de ce requin.

## Pêche
Sa viande est consommée dans l'Atlantique Est et au Japon, et les abats sont transformés en farine de poisson. L'huile de foie est utilisée au Portugal, au Japon et en Afrique du Sud. La peau est transformée en un type de galuchat utile dans la fabrication de meubles et de bijoux, et est également favorisée pour la fabrication de "boroso", un cuir poli espagnol,.
Il est  sensible à la surpêche, à cause de ses taux de croissance et de reproduction lents. L'Union internationale pour la conservation de la nature (UICN) l'a évalué comme vulnérable.

## Bioluminescence
Sa bioluminescence bleue n'a été remarquée qu'en 2021, et nécessite plus de recherches.